# Lettenreuth
Lettenreuth ist ein Gemeindeteil der oberfränkischen Gemeinde Michelau in Oberfranken im Landkreis Lichtenfels.

## Geografie
Das Pfarrdorf liegt etwa acht Kilometer nordöstlich von Lichtenfels. Der Ort wird vom Brunnenbach, früher Nonnenbach genannt, einem rechten Zufluss des Mains, durchflossen. Durch Lettenreuth führen die Staatsstraße 2191 von Weidhausen bei Coburg nach Marktzeuln und die Kreisstraße LIF 5 nach Schwürbitz.

## Geschichte
Der erste urkundliche Erwähnung war 1285, als Dietrich von Kunstadt den ganzen Zehnten in „Rvthelin“ an das Kloster Sonnefeld übergab. Allerdings ist die Zuordnung zu Lettenreuth statt zum Nachbarort Oberreuth nicht eindeutig. Die erste sichere Nennung erfolgte 1326 bis 1328 mit dem Eintrag „Rewt bei Zeuln hat acht und ein halbes Lehen“ in das Urbar des Bistums Bamberg. Der Ort Lettenreuth nennt 1290 als das Jahr der Erstnennung.
Im Jahr 1754 gab es in Letten- und Oberreuth 49 Haushalte mit rund 200 Einwohnern. Viele Handwerker insbesondere Korbmacher lebten in dem Ort. Im Jahr 1801 gehörte Lettenreuth, das mit Oberreuth eine Gemeinde bildete, zum Gebiet des Hochstifts Bamberg und grenzte an das Fürstentum Sachsen-Hildburghausen. Der Diözesanherr war der Würzburger Bischof. Der Ort war allen hohen und niederen Gerichtsbarkeiten des Hochstifts unterworfen. Die Herren von Redwitz zu Melanger besaßen den Zehnten. Lettenreuth hatte neben der Kirche ein Gemeindebrauhaus und eine Gemeindeschmiede.
1818 gehörte Lettenreuth zum Obermainkreis, die 322 Einwohner im Jahr 1840 hatte. 1862 folgte die Eingliederung des Dorfes in das neu geschaffene bayerische Bezirksamt Lichtenfels. 1875 zählte Lettenreuth 345 Einwohner und 126 Gebäude. Das Kirchdorf hatte eine eigene katholische Schule und gehörte zum Sprengel der katholischen Pfarrei im drei Kilometer entfernten Graitz. 1900 umfasste die Landgemeinde Lettenreuth eine Fläche von 534,08 Hektar, 467 Einwohner, von denen 457 katholisch und 10 protestantisch waren, sowie 73 Wohngebäude. 396 Personen lebten in Lettenreuth in 63 Wohngebäuden. Der Ort gehörte zum Sprengel der protestantischen Pfarrei Michelau. Eine Stromversorgung bestand ab 1902. Seit 1921 ist Lettenreuth selbständige Pfarrei. 1925 lebten in dem Dorf 492 Personen in 78 Wohngebäuden. Die Protestanten waren nach Schwürbitz eingepfarrt. 1950 hatte der Ort 616 Einwohner und 85 Wohngebäude. Im Jahr 1970 zählte Lettenreuth 612 Einwohner und 1987 564 Einwohner sowie 161 Wohngebäude mit 204 Wohnungen.
Am 1. Januar 1977 wurde Lettenreuth in die Gemeinde Michelau eingegliedert.
Lettenreuth ist inzwischen ein Wohndorf geworden. Die Bevölkerung arbeitet vorwiegend in Industrie und Dienstleistungsgewerbe in den Nachbarorten.

## Sehenswürdigkeiten

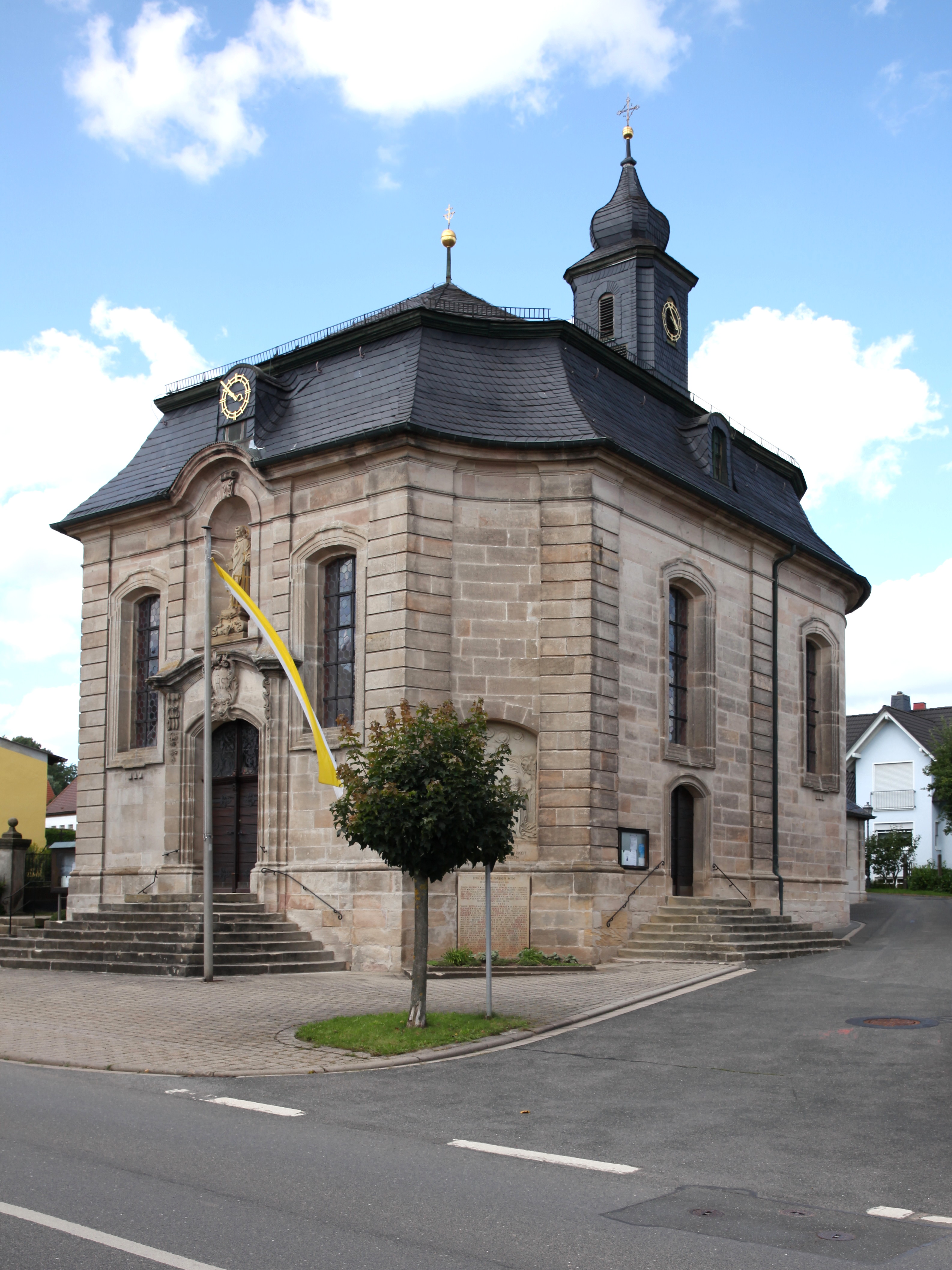
St. Laurentius

Am 4. Juli 1753 wurde der Grundstein für die katholische Pfarrkirche St. Laurentius gelegt. Es war der Ersatzbau für eine alte Flurkapelle wohl aus dem 12. Jahrhundert. Die Finanzierung erfolgte durch eine Kapellenstiftung. Die barocke Landkirche entstand nach Plänen des Bamberger Hochstiftsingenieurs Johann Jakob Michael Küchel mit einem Zentralraum. Es ist ein zweiachsiger Sichtsandsteinquaderbau mit einem verschieferten Mansarddach und einem Dachreiter und zählt zu den bemerkenswertesten Landkirchen am Obermain. Die Weihe nahm am 29. September 1759 der Würzburger Weihbischof Daniel von Gebsattel vor.
In der Bayerischen Denkmalliste sind für Lettenreuth elf Baudenkmäler aufgeführt.